# Perficient superi
La locuzione latina Perficient superi, tradotta letteralmente, significa Completino pure (facciano di meglio)  gli dei  (gli esseri superiori)!
A volte la frase è preceduta da un'altra locuzione latina: Non omnia che,  letteralmente significa Non tutti, nel senso di: Non è cosa da tutti.
Quindi l'intera frase Non omnes. Perficient superi assume il significato: Non è da tutti!  Completino pure (facciano di meglio)  gli dei  (gli esseri superiori)!